# العلاقات الأسترالية الجزائرية
العلاقات الأسترالية الجزائرية هي العلاقات الثنائية التي تجمع بين أستراليا والجزائر.

## مقارنة بين البلدين
هذه مقارنة عامة ومرجعية للدولتين:
| وجه المقارنة                                              | أستراليا                                   | الجزائر                      |
| --------------------------------------------------------- | ------------------------------------------ | ---------------------------- |
| المساحة (كم2)                                             | 7.69 مليون                                 | 2.38 مليون                   |
| عدد السكان (نسمة)                                         | 24.51 مليون                                | 38.81 مليون                  |
| الكثافة السكانية (ن./كم²)                                 | 3.19                                       | 16.31                        |
| العاصمة                                                   | كانبرا، ملبورن                             | الجزائر                      |
| اللغة الرسمية                                             | لغة إنجليزية                               | اللغة العربية، لغات أمازيغية |
| العملة                                                    | دولار أسترالي، جنيه إسترليني، جنيه أسترالي | دينار جزائري                 |
| الناتج المحلي الإجمالي (بليون دولار)                      | 1.32 تريليون                               | 170.37 مليار                 |
| الناتج المحلي الإجمالي (تعادل القوة الشرائية) بليون دولار | 1.10 تريليون                               | 582.63 مليار                 |
| الناتج المحلي الإجمالي الاسمي للفرد دولار أمريكي          | 56.31 ألف                                  | 4.21 ألف                     |
| الناتج المحلي الإجمالي للفرد دولار أمريكي                 | 45.92 ألف                                  | 14.19 ألف                    |
| مؤشر التنمية البشرية                                      | 0.939                                      | 0.745                        |
| رمز المكالمات الدولي                                      | +61                                        | +213                         |
| رمز الإنترنت                                              | .au                                        | .dz                          |
| المنطقة الزمنية                                           |                                            | ت ع م+01:00                  |

## منظمات دولية مشتركة
يشترك البلدان في عضوية مجموعة من المنظمات الدولية، منها:
| علم المنظمة | اسم المنظمة                               | تاريخ انضمام أستراليا | تاريخ انضمام الجزائر |
| ----------- | ----------------------------------------- | --------------------- | -------------------- |
|             | يونسكو                                    | 4 نوفمبر 1946         | 15 أكتوبر 1962       |
|             | الفريق المعني برصد الأرض                  | ?                     | 2005                 |
|             | مؤسسة التمويل الدولية                     | 20 يوليو 1956         | 23 سبتمبر 1990       |
|             | المركز الدولي لتسوية المنازعات الاستشارية | 1 يونيو 1991          | 22 مارس 1996         |
|             | منظمة حظر الأسلحة الكيميائية              | ?                     | ?                    |
|             | مؤسسة التنمية الدولية                     | 24 سبتمبر 1960        | 26 سبتمبر 1963       |
|             | منظمة التجارة العالمية                    | ?                     | ?                    |
|             | وكالة ضمان الاستثمار متعدد الأطراف        | 10 فبراير 1999        | 4 يونيو 1996         |
|             | الاتحاد البريدي العالمي                   | ?                     | ?                    |
|             | منظمة الشرطة الجنائية الدولية             | ?                     | ?                    |
|             | الأمم المتحدة                             | 1 نوفمبر 1945         | 8 أكتوبر 1962        |
|             | الاتحاد الدولي للاتصالات                  | 27 مايو 1878          | 3 مايو 1963          |
|             | البنك الدولي للإنشاء والتعمير             | 5 أغسطس 1947          | 26 سبتمبر 1963       |
|             | المنظمة الهيدروغرافية الدولية             | ?                     | ?                    |

## أعلام
هذه قائمة لبعض الشخصيات التي تربطها علاقات بالبلدين:
- يوسف عابدي (7 ديسمبر 1977[27] – )

## وصلات خارجية
- موقع وزارة الخارجية الأسترالية
- موقع وزارة الخارجية الجزائرية